# Michał Cieślak (polityk)
Michał Cieślak (ur. 9 grudnia 1974 w Dąbrowie Tarnowskiej) – polski polityk, przedsiębiorca i sadownik, inżynier agroekonomii, poseł na Sejm VIII, IX i X kadencji, w latach 2020–2022 minister-członek Rady Ministrów w drugim rządzie Mateusza Morawieckiego.

## Życiorys

### Wykształcenie i działalność zawodowa
W 2000 ukończył studia na Akademii Rolniczej w Krakowie, uzyskując tytuł zawodowy magistra inżyniera agroekonomii, a w 2017 studia podyplomowe MBA w Warszawskiej Wyższej Szkole Biznesu. Od 2001 do 2002 pracował w grupie BezPol w Mielcu, w latach 2003–2004 w ramach Małopolskiego Forum Wspierania Inicjatyw Lokalnych zajmował się szkoleniem doradców odpowiedzialnych za przyszłe wdrażanie finansowych programów pomocowych UE. Od 2004 do 2008 prowadził własne przedsiębiorstwo MC Consulting, zajmując się doradztwem z zakresu funduszy europejskich. W 2008 został zatrudniony w Krajowej Radzie Izb Rolniczych w Warszawie.
W latach 2011–2015 był przewodniczącym rady powiatowej Świętokrzyskiej Izby Rolniczej w Busku-Zdroju. Zajął się też prowadzeniem gospodarstwa sadowniczego i szkółkarskiego, powoływany w skład władz regionalnych Związku Zawodowego Centrum Narodowego Młodych Rolników.

### Działalność polityczna
Zaangażował się w działalność partii Polska Razem, został przewodniczącym jej struktur w województwie świętokrzyskim. W 2014 był jej kandydatem do Parlamentu Europejskiego i do sejmiku świętokrzyskiego (na liście Prawa i Sprawiedliwości), nie uzyskując żadnego z tych mandatów. Zasiadł później w prezydium zarządu krajowego Polski Razem (w 2017 przekształconej w Porozumienie).
W wyborach parlamentarnych w 2015 kandydował do Sejmu z czwartego miejsca na liście PiS w okręgu kieleckim. Został wybrany na posła VIII kadencji, otrzymując 6331 głosów. W Sejmie został członkiem Komisji Gospodarki i Rozwoju, Komisji Gospodarki Morskiej i Żeglugi Śródlądowej, Komisji Rolnictwa i Rozwoju Wsi oraz Komisji Nadzwyczajnej do spraw deregulacji. Był też wiceprzewodniczącym Parlamentarnego Zespołu na rzecz Wspierania Przedsiębiorczości i Patriotyzmu Ekonomicznego. W wyborach do Parlamentu Europejskiego w 2019 startował z listy PiS w okręgu wyborczym nr 10 obejmującym województwa świętokrzyskie i małopolskie. Otrzymał 11 679 głosów i nie uzyskał mandatu.
W wyborach krajowych w tym samym roku z powodzeniem ubiegał się natomiast o poselską reelekcję, otrzymując 12 310 głosów. W Sejmie IX kadencji pracował w Komisji Gospodarki i Rozwoju oraz w Komisji Rolnictwa i Rozwoju Wsi. Został również m.in. członkiem Komisji Mniejszości Narodowych i Etnicznych oraz Komisji Odpowiedzialności Konstytucyjnej, a także wiceprzewodniczącym Polsko-Bałkańskiej Grupy Parlamentarnej i Polsko-Hiszpańskiej Grupy Parlamentarnej. Pod koniec września 2020 uzyskał rekomendację do objęcia funkcji ministra bez teki odpowiedzialnego za sprawy samorządu terytorialnego. Prezydent Andrzej Duda powołał go na stanowisko ministra-członka Rady Ministrów 6 października tegoż roku.
W lutym 2021 prezydium zarządu Porozumienia (uznające za prezesa partii Jarosława Gowina) zawiesiło go w prawach członka partii, następnie decyzją sądu koleżeńskiego został wykluczony z ugrupowania. W czerwcu 2021 został jednym z liderów Partii Republikańskiej. We wrześniu tego samego roku został wybrany na jej wiceprezesa.
W czerwcu 2022 ogłosił decyzję o rezygnacji z funkcji ministra po tym, jak ujawnione zostało wydarzenie z jego udziałem, do którego doszło na początku tego samego miesiąca w placówce Poczty Polskiej w Pacanowie. Jak opisywały media, naczelniczka poczty rozpoznała w jednym z klientów Michała Cieślaka i wdała się z nim w dyskusję na temat rosnących cen. Kobieta relacjonowała, że niedługo później otrzymała od przełożonych informację, że wpłynęła na nią ze strony polityka skarga i zostanie dyscyplinarnie zwolniona. Minister potwierdził wniesienie skargi, jako przyczynę podając wulgarne oraz agresywne zachowanie pracowniczki, czemu kobieta konsekwentnie zaprzeczała. Po nagłośnieniu całej sprawy poinformował, że skontaktował się z prezesem Poczty Polskiej w celu wycofania skargi, a sama spółka oświadczyła, że nie znaleziono podstaw do wyciągnięcia konsekwencji służbowych wobec pracowniczki i pozostanie ona na swoim stanowisku. Zachowanie ministra wzbudziło duże kontrowersje, wywołując krytykę zarówno ze strony polityków opozycji, jak i niektórych przedstawicieli PiS, w tym Jarosława Kaczyńskiego, który stwierdził, że jeśli polityk nie poda się sam do dymisji, to zostanie odwołany. Michał Cieślak zakończył urzędowanie 15 czerwca 2022.
W wyborach w 2023 po raz trzeci z rzędu uzyskał mandat poselski z wynikiem 5629 głosów.